# Platymitra macrocarpa
Platymitra macrocarpa är en kirimojaväxtart som beskrevs av Jacob Gijsbert Boerlage. Platymitra macrocarpa ingår i släktet Platymitra och familjen kirimojaväxter. Inga underarter finns listade i Catalogue of Life.